# Championnat d'Europe des clubs de badminton
Le Championnat d'Europe des clubs de badminton est un championnat d'Europe par équipe, joué par des clubs champions nationaux originaires d'Europe, comparable à la Ligue des champions de l'UEFA en football.
Il a été créé en 1978 par la Confédération européenne de badminton et a été connu sous le nom de "Europe Cup" jusqu'en 2009.
Les éditions 2013 à 2016 se déroulent en France. À Beauvais en 2013 puis à Amiens en 2014. Les éditions 2015 et 2016 se déroule à Tours, du 10 au 14 juin 2015 et du 22 au 26 juin 2016, et sont organisées par le CES Tours Badminton.
L'édition 2018 se joue en Pologne, à Bialystok du 19 au 23 juin 2018 , le club russe Primorye Vladivostok remporte son septième titre.

## Palmarès
| Année | Ville               | Vainqueur                 | Finaliste                                            | Score |
| ----- | ------------------- | ------------------------- | ---------------------------------------------------- | ----- |
| 1978  | Göppingen           | Gentofte BK               | BV Mülheim                                           | 5–2   |
| 1979  | Haarlem             | Gentofte BK               | BC Duinwijck                                         | 6–1   |
| 1980  | Mülheim             | Wimbledon SBC             | Hvidovre BK                                          | 4–3   |
| 1981  | Copenhague          | Gentofte BK               | BMK Aura Malmö                                       | 7–0   |
| 1982  | Anvers              | Gentofte BK               | BC Duinwijck                                         | 6–1   |
| 1983  | Paris               | Gentofte BK               | BMK Aura Malmö                                       | 7–0   |
| 1984  | Malmö               | BMK Aura Malmö            | Gentofte BK                                          | 7–0   |
| 1985  | Mülheim             | Gentofte BK               | BMK Aura Malmö                                       | 7–0   |
| 1986  | Haarlem             | Gentofte BK               | BMK Aura Malmö                                       | 6–1   |
| 1987  | Villach             | Triton BK Aalborg         | BMK Aura Malmö                                       | 4–3   |
| 1988  | Moscou              | SAC Omsk                  | Triton BK Aalborg                                    | 4–3   |
| 1989  | San Javier          | Headingley BC             | Göteborgs BK                                         | 4–3   |
| 1990  | Budapest            | Göteborgs BK              | Velo BC van Zundert                                  | 5–2   |
| 1991  | Anvers              | Stockholm Sparvagars GoIF | Headingley BC                                        | 5–2   |
| 1992  | Sofia               | BC Feibra Linz            | TBC Reykjavík                                        | 6–1   |
| 1993  | Kristiansand        | Lillerod BK               | Göteborgs BK                                         | 4–3   |
| 1994  | Most                | Lillerod BK               | Göteborgs BK                                         | 5–2   |
| 1995  | Kristiansand        | Lillerod BK               | Göteborgs BK                                         | 5–2   |
| 1996  | Haarlem             | Kastrup Magleby BK        | Technokhim Moscou                                    | 4–1   |
| 1997  | Lisburn             | Hvidovre BK               | Technokhim Moscou                                    | 4–3   |
| 1998  | Most                | Kastrup Magleby BK        | Technokhim Moscou                                    | 4–1   |
| 1999  | Dornbirn            | BC Eintracht Südring      | Sportschool van Zijderveld                           | 5–1   |
| 2000  | Eindhoven           | Kastrup Magleby BK        | Fyrisfjädern Uppsala                                 | 5–2   |
| 2001  | Uppsala             | Hvidovre BK               | Fyrisfjädern Uppsala                                 | 4–3   |
| 2002  | Berlin              | Lokomotiv Rekord Moscou   | Fyrisfjädern Uppsala                                 | 4–3   |
| 2003  | Uppsala             | Lokomotiv Rekord Moscou   | Fyrisfjädern Uppsala                                 | 4–1   |
| 2004  | Haarlem             | Greve Strands BK          | FC Langenfeld                                        | 4–1   |
| 2005  | Issy-les-Moulineaux | Kastrup Magleby BK        | 1. BC Beuel                                          | 4–1   |
| 2006, | Séville             | Issy-les-Moulineaux       | SC Meteor Dnipropetrovsk Uniao Desportiva de Santana |       |
| 2007  | Amersfoort          | Primorye Vladivostok      | BC Amersfoort                                        | 4–2   |
| 2008  | Moscou              | Primorye Vladivostok      | Favorit Ramenskoïe                                   | 4–1   |
| 2009  | Sofia               | Favorit Ramenskoïe        | Issy-Les-Moulineaux                                  | 4–2   |
| 2010  | Zwolle              | BC Sarrebruck             | Favorit Ramenskoïe                                   | 4–2   |
| 2011  | Zwolle              | BC Duinwijck              | van Zundert Velo                                     | 4–2   |
| 2012  | Pécs                | Primorye Vladivostok      | Team Skælskør-Slagelse                               | 4–2   |
| 2013  | Beauvais            | Primorye Vladivostok      | Team Skælskør-Slagelse                               | 4–1   |
| 2014  | Amiens              | Primorye Vladivostok      | BC Chambly Oise                                      | 4–1   |
| 2015  | Tours               | Primorye Vladivostok      | Aix Université Club Badminton                        | 3–1   |
| 2016  | Tours               | Issy-les-Moulineaux       | BC Chambly Oise                                      | 3–2   |
| 2017  | Milan               | Issy-les-Moulineaux       | BC Chambly Oise                                      | 3–1   |
| 2018  | Lubin               | Primorye Vladivostok      | BC Chambly Oise                                      | 3-1   |
| 2019  | Junglinster         | Primorye Vladivostok      | BC Chambly Oise                                      | 3-0   |
| 2022  | Bialystok           | UKS Hubal Bialystok       | BC Chambly Oise                                      | 3-1   |
| 2023  | Oviedo              | Matex MaraBadminton       | Recreativo IES La Orden                              | 3-1   |

## Statistiques

### Nombre de victoires
|    | Club                    | Nombres de victoires | Titres                                         |
| -- | ----------------------- | -------------------- | ---------------------------------------------- |
| 1. | Primorye Vladivostok    | 8                    | 2007, 2008, 2012, 2013, 2014, 2015, 2018, 2019 |
| 2. | Gentofte BK             | 7                    | 1978, 1979, 1981, 1982, 1983, 1985, 1986       |
| 3. | Kastrup-Magleby BK      | 4                    | 1996, 1998, 2000, 2005                         |
| 4. | Issy-les-Moulineaux     | 3                    | 2006, 2016, 2017                               |
| 4. | Lillerod BK             | 3                    | 1993, 1994, 1995                               |
| 5. | Lokomotiv Rekord Moscou | 2                    | 2002, 2003                                     |
| 5. | Hvidovre BK             | 2                    | 1997, 2001                                     |
| 7. | UKS Hubal Bialystok     | 1                    | 2022                                           |

## Pour en savoir plus